# Lycianthes bimensis
Lycianthes bimensis är en potatisväxtart som först beskrevs av Friedrich Anton Wilhelm Miquel, och fick sitt nu gällande namn av Friedrich August Georg Bitter. Lycianthes bimensis ingår i Himmelsögonsläktet som ingår i familjen potatisväxter. Inga underarter finns listade i Catalogue of Life.